# Agreste flamboyant
Hipparchia aristaeus
Espèce
Statut de conservation UICN

 LC  : Préoccupation mineure
L'Agreste flamboyant (Hipparchia  aristaeus) est une espèce de lépidoptères (papillons) appartenant à la famille des Nymphalidae, à la sous-famille des Satyrinae et au genre Hipparchia.

## Dénomination
Il a été nommé Hipparchia aristaeus par Franco Andrea Bonelli en 1826.
Synonymes : Papilio Satyrus aristaeus Bonelli, 1826; ; aristaues blachieri (Fruhstorfer, 1908) ; aristause ballettoi (Kudrna, 1984); Hipparchia blachieri ; [Otakar Kudrna]; Hipparchia aristaeus ; [Otakar Kudrna] .

### Noms vernaculaires
L'Agreste flamboyant se nomme Southern Grayling en anglais.

### Sous-espèce
- Hipparchia aristaeus aristaeus en Corse, en Sardaigne, aux îles d'Elbe, de Giglio et de Capraia[2].
- Hipparchia  aristaeus algirica (Oberthür, 1876), l'Agreste d'Algérie parfois considérée comme une espèce distincte : Hipparchia algirica; présent au Maroc, en Algérie et en Tunisie[1].
- Hipparchia aristaeus blachieri en Sicile.
- Hipparchia aristaeus senthes Fuhrfoster, 1908 ; en Albanie, Macédoine, Bulgarie, Grèce et Turquie[3].

## Description
L'Agreste flamboyant est de couleur jaune orangé avec une bordure marron, couleur qui occupe aussi l'aire basale, le tout bordé d'une frange entrecoupée. Un ocelle à l'apex des antérieures, un second aux antérieures chez la femelle et un petit ocelles anal aux postérieures, tous pupillés de blanc. 
Le revers des antérieures est jaune orangé avec deux ocelles noirs pupillés de blanc donc un à l'apex, les postérieures et la bordure des antérieures sont marbrées de marron et de blanc argenté.

## Biologie

### Période de vol et hivernation
L'Agreste flamboyant vole en une génération entre mai et août.

### Plantes hôtes
Sa plante hôte est Lygeum spartum.

## Écologie et distribution
L'Agreste flamboyant est présent par sa sous-espèce Hipparchia aristaeus algirica en Afrique du Nord, au Maroc sur tous les reliefs de 1200 à 2 500 mètres, en Algérie et en Tunisie, dans les iles de la Méditerranée, par sa sous-espèce Hipparchia aristaeus aristaeus en Corse et en  Sardaigne, Hipparchia aristaeus blachieri en Sicile Elbe, et Hipparchia aristaeus senthes en Grèce, Albanie, Macédoine, Bulgarie et en Turquie.

### Biotope
Il réside dans les lieux rocheux.

### Protection
Non menacé au Maroc.